# Marsikomerus arcanus
Marsikomerus arcanus är en mångfotingart som först beskrevs av Crabill 1961.  Marsikomerus arcanus ingår i släktet Marsikomerus och familjen småjordkrypare. Inga underarter finns listade i Catalogue of Life.